# 合江镇 (化州市)
合江镇，是中华人民共和国广东省茂名市化州市下辖的一个乡镇级行政单位。

## 行政区划
合江镇下辖以下地区：
合江社区、合江村、北岸村、车田村、明星村、禾堂岭村、大涌村、大垭村、多竹化村、新车村、大石头村、高步村、松架村、新圩村、九仕坡村、塘口村、梧村、结社村、六龙村、多例村、塘乐村、塘坑村、沙垌岭村和同志堡村。